# 廿日出逸暁
廿日出 逸暁（はつかで いつあき、1901年2月18日 - 1991年5月29日）とは、日本の図書館員・図書館学者である。

## 経歴
1901年、広島県豊田郡大長村（現・呉市）に生まれる。旧制崇徳中学校卒業。ライプチヒ大学附属図書館学校等を卒業後、御成婚記念千葉県図書館（現千葉県立中央図書館）の館長として経営に邁進する。戦後は移動図書館を日本に広めたことでも知られ、図書館法の成立にも尽力している。のちに国会図書館連絡部長や千葉経済短期大学教授等を歴任した。1971年、勲三等瑞宝章を受章。1991年死去。

## 著書・編著等
- 廿日出逸暁『図書館活動の拡張とその背景』（図書館生活50年記念刊行会、1981年）

## 論文等
- vorgelegt von,Itsuaki Hatsukade.,"Die Bildungsideale in der japanischen Kultur und ihr Einfluß auf das Erziehungswesen in der Yedo-Zeit".,Konrad Triltsch,1932（学位論文）